# Sergej Nikolajevič Strunnikov

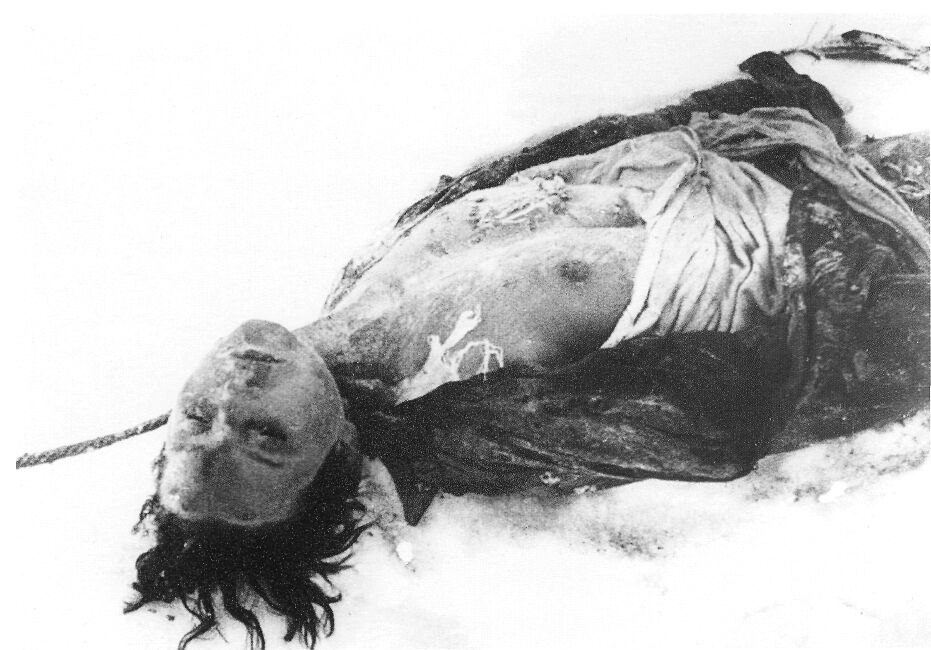
Partyzánka Zoja Kosmoděmjanská měla za války v Rusku velký ohlas a stala se předmětem masivní propagandy

Sergej Nikolajevič Strunnikov (25. září 1907, Cherson – 22. června 1944, Poltava) byl sovětský portrétní a reportážní fotograf. Je autorem záběrů zachycující obranu Moskvy, života obléhaného Leningradu, bitvy o Stalingrad a dalších historických fotografických dokumentů. Jeho fotografie mrtvého těla partyzánky Zoji Kosmoděmjanské měla velký ohlas v ruském veřejném mínění za války a stala se předmětem masivní propagandy.

## Životopis

### Předválečné období

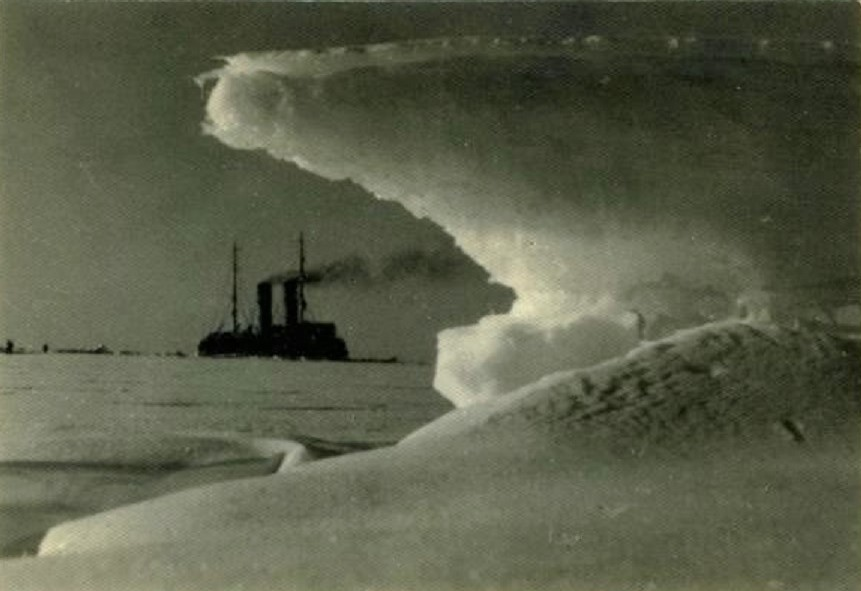
Polární expedice ledoborce Krasin na Severní mořské cestě, 1933

Narodil se v roce 1907 v Chersonu v rodině umělce N. I. Strunnikova. V roce 1922 se rodina přestěhovala do Moskvy. Po ukončení školy pracoval jako tvůrce plakátů v kině Palas, studoval kameru na oddělení Gerasimovovy všeruské státní univerzity kinematografie a současně pracoval jako osvětlovač ve studiu Mežrabpomfilm. První jeho fotografie se objevily v tisku v roce 1928. Během studií na filmové škole natočil krátký dokumentární film Razvědka gorjučevo (1929), věnovaný práci strany geologického průzkumu, a vytvořil řadu fotografií pro časopisy Plamen, Sovětskij ekran nebo Růst.
V roce 1930 po ukončení technické školy pracoval jako asistent operátora ve studiu Mežrabpomfilmu v týmu Vsevoloda I. Pudovkina, který věřil, že „ze soudruha Strunnikova se stane dobrý filmový odborník.“
Na počátku třicátých let působil v Rudé armádě, spolupracoval s novinami Rudé armády „Na vojenském stanovišti“ a získal první cenu v jedné z vojenských fotografických soutěží. Zúčastnil se soutěže o nejlepší fotografickou esej v časopise Soviet Foto. V roce 1933 se jako fotoreportér Generálního ředitelství trasy Severního moře podílel na polární expedici ledoborce Krasin na Severní mořské cestě.
Pořizoval reportáže o stavbách pětiletého plánu ve střední Asii a na Kavkaze. Spolupracoval s novinami Vodnyj transport, Komsomolskaja Pravda a Izvestija. V roce 1940 se v Ústředním domě novinářů konala Strunnikova samostatná výstava, věnovaná 10. výročí jeho fotografické práce.

### Válka a zkáza

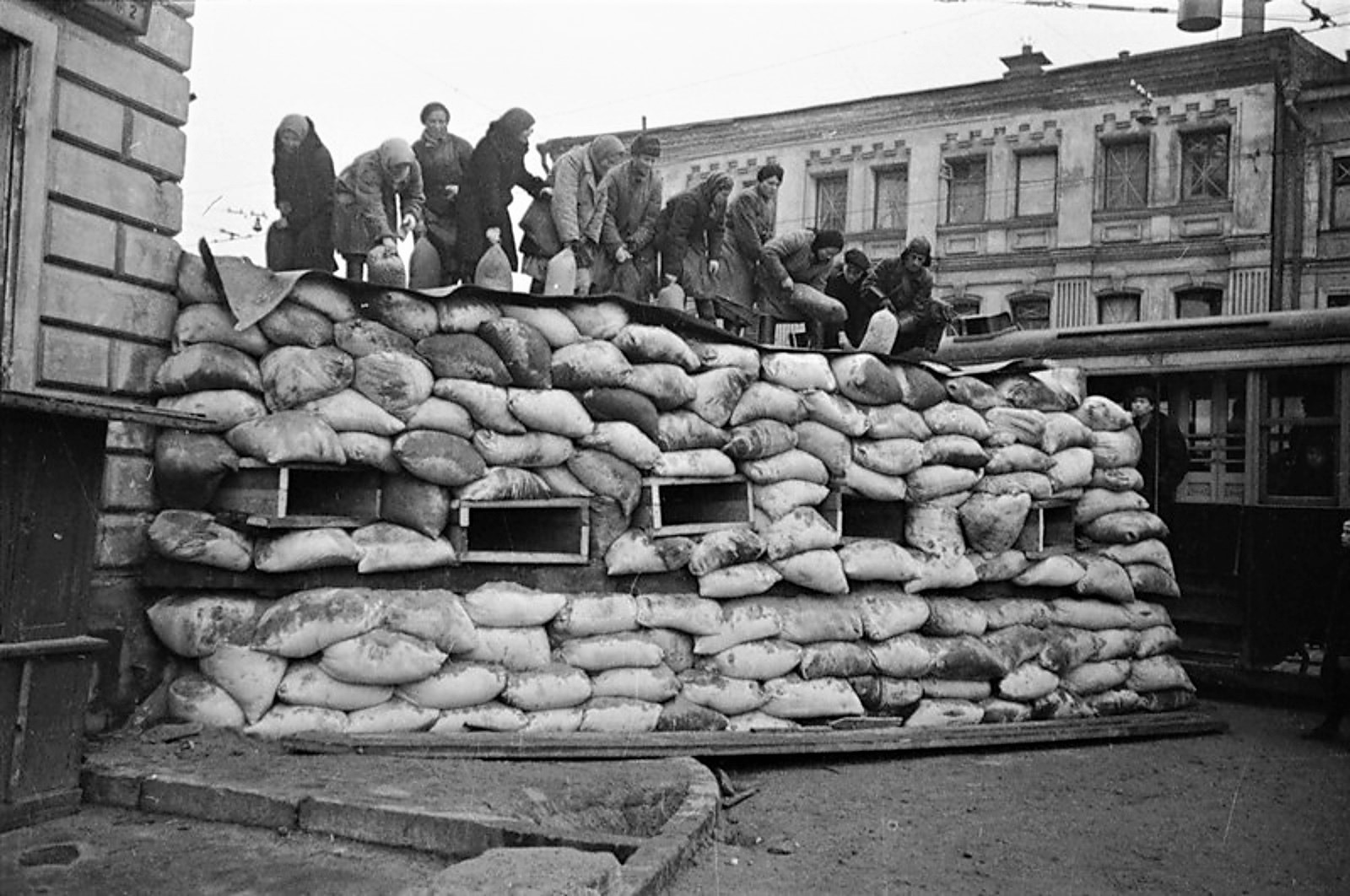
Moskevská přední linie. Barikáda na křižovatce ulic Balčugovy a Lubočnovy. Obrana Kremlu pod vedením inženýra Pavla Andrejeviče Sokolova. Moskva, říjen 1941

V srpnu 1941 Strunnikov pracoval jako fotožurnalista deníku Pravda a od října téhož roku se stal vojenským fotožurnalistou. Dokumentoval obranu Moskvy, pracoval v německém týlu i na frontách. Fotografie byly publikovány v Pravdě. V roce 1942 bylo na výstavě Moskevská armáda v Centrálním domě Rudé armády vystaveno jeho 57 děl, fotografie byly zařazeny do alba „Moskva, listopad 1941“. Ve stejném roce byla fotografovi udělena medaile „Za vojenské zásluhy“.
Dokumentoval obléhání Leningradu, na konci roku 1942 se dostal služebně do města, aby pracoval na publikaci Leningrad v boji.
Pracoval na západních, brjanských, leningradských, volchovských, severozápadních, prvních baltských frontách a fotografoval ve Stalingradu, Tule, Kalininu, Smolensku, Charkově, Oděse, Krymu, Sevastopolu a dalších místech vojenských operací. Vedl si pravidelně vojenský deník.
Zahynul v hodnosti nadporučíka během operace „Frank“ během bombardování tajného vojenského letiště nedaleko Poltavy. Společně se svými přáteli, vojenským korespondentem Pjotrem Lidovem (autorem článku o Zoje Kosmoděmjanské) a Alexandrem Kuzněcovem se snažili odklonit nálet protiletadlovým kulometem. Podařilo se jim sestřelit německý bombardér, který se však zřítil a explodoval přímo na jejich stanoviště. Byl pohřben v Petrovském parku v Poltavě, na hrob piloti spojeneckých sil nainstalovali vrtulovou čepel „Létající pevnosti“ jako znamení, že novináři byli zabiti na válečném poli. Později byl jejich popel převezen na Náměstí Slávy a na hrob byla nainstalována pamětní deska.

## Tvorba

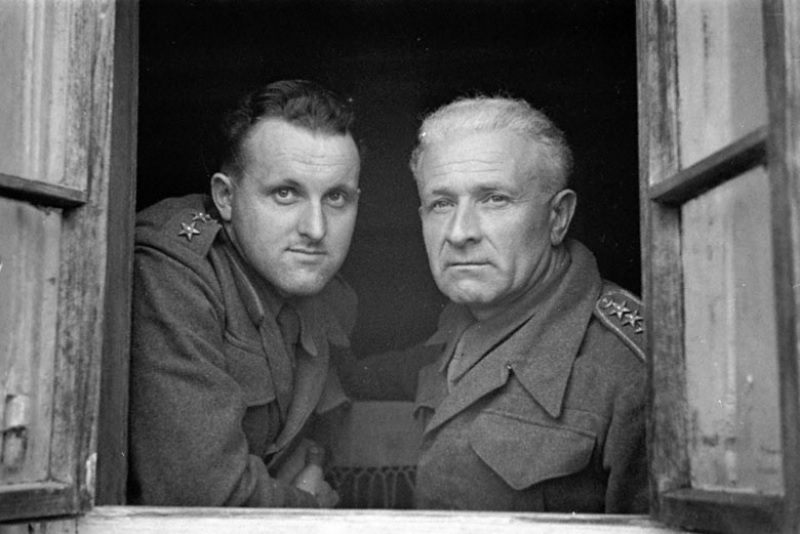
Kapitán Bohumír Lomský (vlevo) s pplk. Ludvíkem Svobodou v Sovětském svazu, 1941

Strunnikovova fotografická díla se vyznačují širokým žánrem a tematickým rozsahem – na konci dvacátých a třicátých let dvacátého století byly předmětem jeho fotografií produkční záběry z ateliéru Mezhrabpomfilm, díla geologických výprav, krajiny a obyvatelé Arktidy, pětileté stavební projekty ve střední Asii a na Kavkaze, průmyslové krajiny a portréty účastníků stavby. Před odletem do USA pořídil portréty pilota Valerie Pavloviče Čkalova, klavíristů J. V. Fliera a Emila Gilelse, zkušebního pilota V. K. Kokkinakiho nebo spisovatele A. S. Novikova-Priboya.
Během války fotografoval scény obrany Moskvy, život obléhaného Leningradu, bitvu u Stalingradu a fotografie na různých frontách vojenských operací.

### Kreativní přístup
Při práci ve válečné Moskvě se Strunnikov pokoušel fotografovat tiše a nenápadně, proto byl často mylně považován za špiona a odvezen na policii. Usiloval o uměleckou expresivitu obrazu, fotografií považoval za dokument a neuchyloval se k inscenovaným záběrům. Podle Strunnikovovy vlastní formulace bylo jeho tvůrčím krédem „ustoupit od standardu a brát si sůl života, to nejostřejší a to nejnutnější“.

### Zoja Kosmoděmjanská

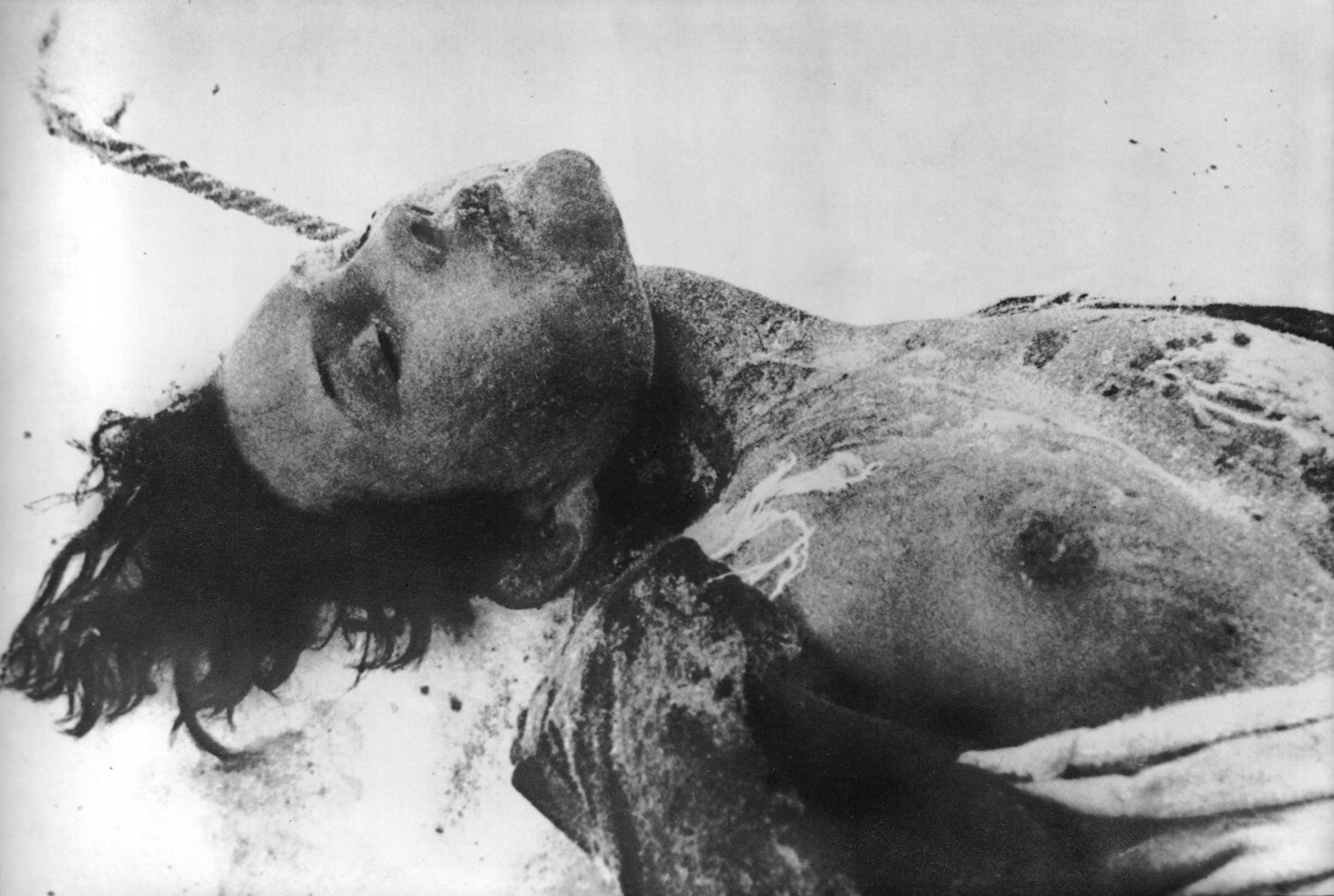
Fotografie Zoji Kosmoděmjanské, leden 1942

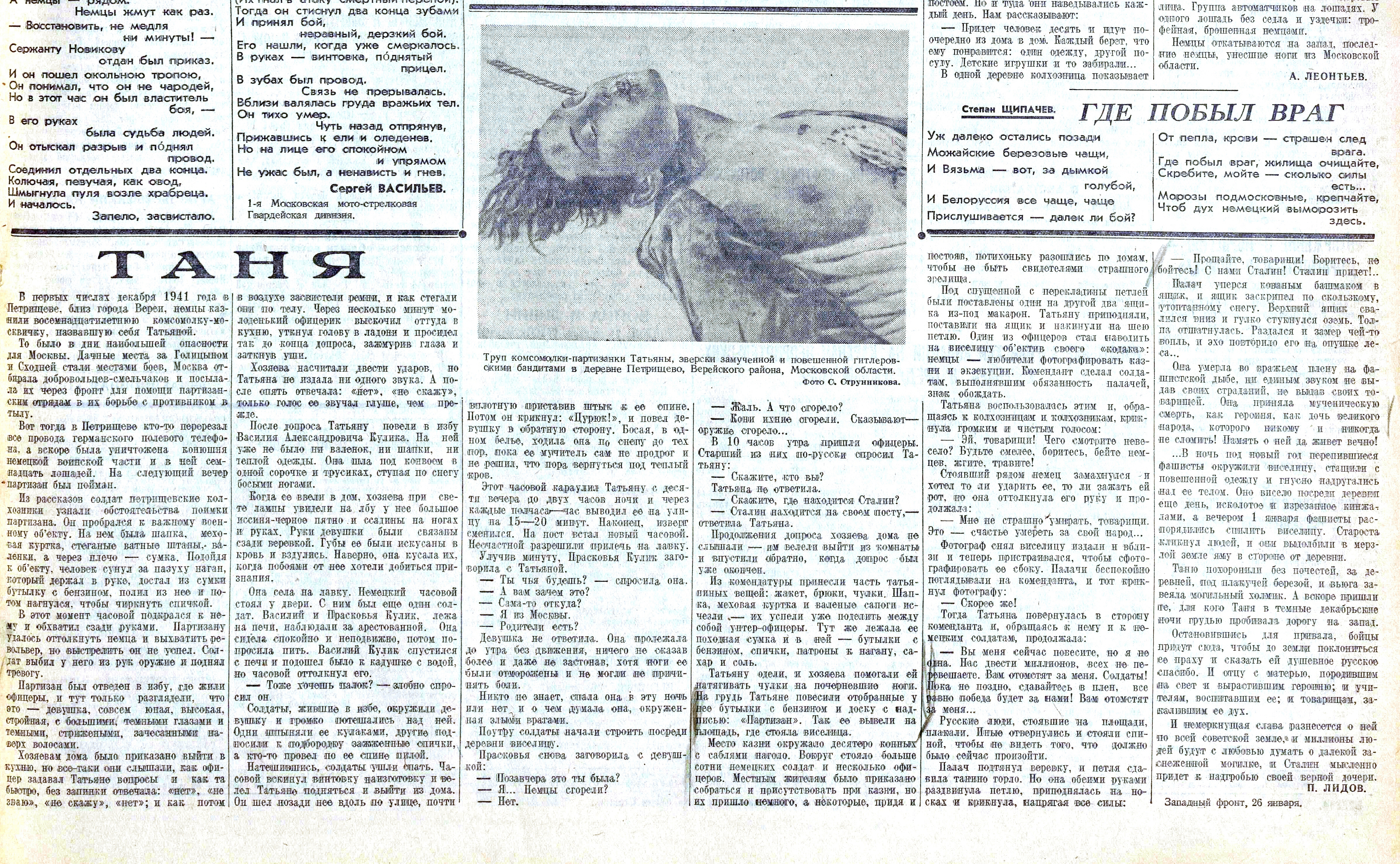
Esej Tanja, noviny Pravda, 27. ledna 1942

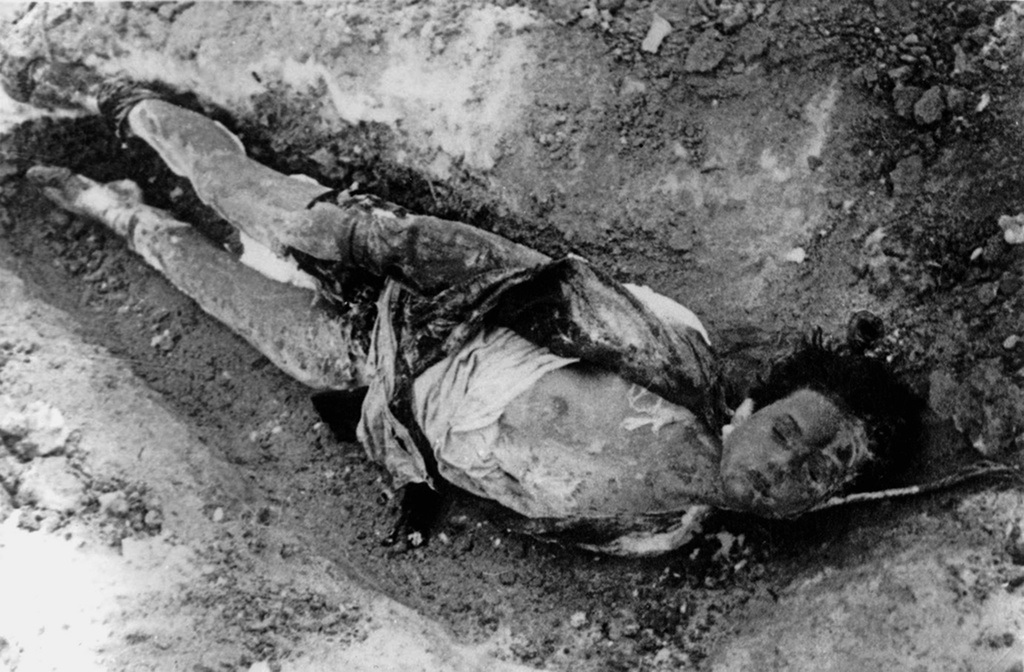
Zoja v odkrytém hrobě

Za nejznámější dílo Strunnikovova se považuje fotografie těla popravené partyzánky Zoji Kosmoděmjanské, kterou pořídil 26. ledna 1942 ve vesnici Petriščevo nedaleko Moskvy. Začal vznikat „klasický vojenský fotografický příběh“. Snímek byl poprvé zveřejněn v deníku Pravda 27. ledna 1942 jako ilustrace k eseji Petra Lidova „Tanja“ a následně byl ještě několikrát dotisknut. Snímek získal význam symbolu ovlivňujícího pozdější umělecká díla různých žánrů věnovaných obrazu zavražděné dívky. Například plakát Victora Denise Zabij fašistického fanatika! (1942), malba trojice sovětských výtvarníků Kukryniksy (2. vydání, 1942) nebo náhrobní kámen sochaře Olega Komova u hrobu Zoji Kosmoděmjanské na hřbitově Novoděvičí (1986). Poetický popis Strunnikovovy fotografie doplňuje třetí kapitolu básně Margarety Aliger Zoja z roku 1942.
Zoju fotografoval Strunnikov v detailu, ležela ve sněhu se skloněnou hlavou, kolem krku měla kousek provazu a holou hruď. Odborníci berou na vědomí vysoké umělecké přednosti Strunnikovovy práce a zvažují obraz v kontextu překonávání tabu a poukazují na ambivalenci obrazu vytvořeného fotografem.
Filmový kritik Henri Vartanov, který nazval fotografii „bombou, která vyhodila do vzduchu všechna tabu v jednom pádu“, zdůrazňuje, že „vzhled této fotografie na stránkách ústředního stranického orgánu výrazně rozšířil hranice toho, co bylo povoleno“.
Po přepadení Sovětského svazu německými vojsky se jako dobrovolnice přihlásila do rozvědky. V říjnu 1941 vstoupila do diverzního oddílu při štábu Západního frontu, který se připravoval na vysazení na nepřátelském území a následný partyzánský způsob boje. Mezi partyzány vystupovala pod přezdívkou Táňa. V listopadu byla její skupina vysazena v nepřátelském týlu. Dne 4. listopadu 1941, několik týdnů po svých osmnáctých narozeninách, vyrazila Zoja spolu s dvěma spolubojovnicemi na svou první bojovou misi. Především pokládaly na silnice hřebíky. Při diverzních akcích se všechny tři dostaly i do křížové palby, ale přežily. Přesto měla její skupina obrovské ztráty, před její poslední akcí zbyli už pouze tři – Zoja, Boris Krajinov a Vasilij Kljubkov. Někdy v druhé polovině listopadu se Zoja vydala na sólovou misi do obce Petriščevo. Ta se jí stala osudnou. V Petriščevu bylo ubytováno několik desítek německých vojáků. Při prvním nočním průniku do Petriščeva se jí podařilo přeřezat telefonní dráty. Další noci chtěla Zoja podpálit stáje, avšak akcí s dráty noc předtím na sebe upozornila a němečtí vojáci byli v pohotovosti. Zoja byla zajata, a to pravděpodobně bez jediného výstřelu. Při střetu s hlídkou si zřejmě neuvědomila, že již nemá automatickou pistoli TT, ale revolver, který krátce před tím směnila s jinou členkou partyzánské skupiny, a proto nestihla vystřelit.
Po zajetí byla vysvlečena do spodního prádla a odvlečena na velitelství. Tam pak byla brutálně mučena: vojáci ji bili pěstmi a bičovali opasky, pálili zápalkami, tloukli do páteře, nechali ji chodit bosou po sněhu až do vysílení. Přesto u výslechu nepromluvila. Druhý den nechali vojáci před velitelstvím postavit šibenici a Zoju zde 29. listopadu 1941 oběsili. Její poslední slova měla být:
Je nás dvě stě miliónů. Všechny nás nepověsíte. Ať žije soudruh Stalin!

Němci zohavovali její mrtvé visící tělo a fotografovali se s ním (tyto fotografie i fotografie z mučení byly objeveny v říjnu 1943 u vojáků zajaté 197. divize wehrmachtu). Viselo před velitelstvím více než měsíc, kde ho objevily sovětské jednotky, jež mezitím přešly do protiofenzívy.
Sovětská propaganda vycítila, že v příběhu Zoji se skýtá obrovský potenciál – pro její mládí, krásu, odvahu i osud, jenž prozrazoval bezmeznou krutost germánských okupantů. Kampaň zahájil 27. ledna 1942 článek Pjotra Lidova v deníku Pravda, který příběh Zoji sestavil z vyprávění vesničanů z Petriščeva. Pojednával ještě o bezejmenné umučené mladé dívce. Článek si přečetl i sovětský vůdce Josif Stalin, kterého nadchnul a rozhodl, že dívka musí být identifikována, aby jí mohl udělit, jako první ženě v historii, titul Hrdina Sovětského svazu. Dne 13. února 1942 mrtvou partyzánku identifikovala Zojina matka a vzápětí o mučení své dcery promluvila v rozhlase, což mělo mimořádný účinek na ruské veřejné mínění.

## Dědictví a paměť
Archiv Sergeje Strunnikova obsahuje více než 30 tisíc snímků. Práce fotografa jsou v Centrálním archivu sociopolitických dějin Moskvy, ve Federální archivní agentuře a Státním literárním muzeu.
V roce 2005 byly fotografie pořízené při obléhání Leningradu a deníkových záznamů fotografů zveřejněny ve dvojjazyčné publikaci Zpráva z blokády Leningradu: fotografie válečného zpravodaje Sergeje Strunnikova.
V roce 2011 bylo umělecké fotografické dědictví představeno na posmrtné výstavě Vojenské fotografie Sergeje Strunnikova ve Státním literárním muzeu.
Jméno Sergeje Strunnikova je vytesáno na plaketě v redakci deníku Pravda spolu s novináři, kteří zahynuli během války.

## Výstavy
- 1940 – Foto S. Strunnikov. 1930-1940, Ústřední dům novinářů, Moskva.
- 1942 – jaro, Moskevská armáda, Ústřední dům Rudé armády, Moskva, 57 děl.[8]
- 2011 – 22. června - 26. srpna, Vojenské fotografie Sergeje Strunnikova, Státní literární muzeum v Moskvě.[25]

## Galerie

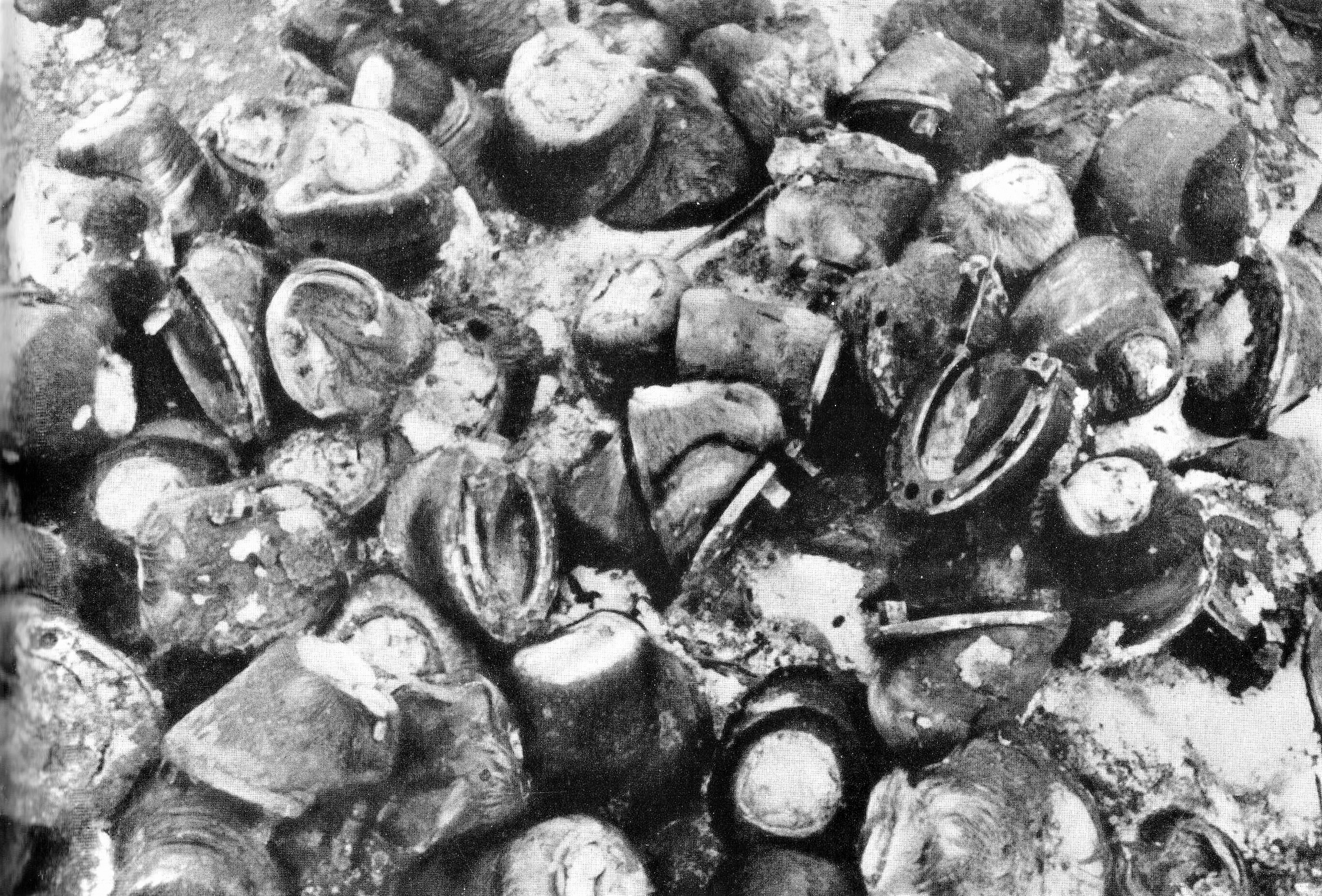
Po obklíčení německé 6. armády poblíž Stalingradu a uzavření jejích zásobovacích tras začaly německé jednotky hladomor. Němci snědli všechna hospodářská zvířata místních obyvatel, všechna domácí zvířata a koně zabité během bojů ve Stalingradu, stejně jako koně rumunské kavalérie.
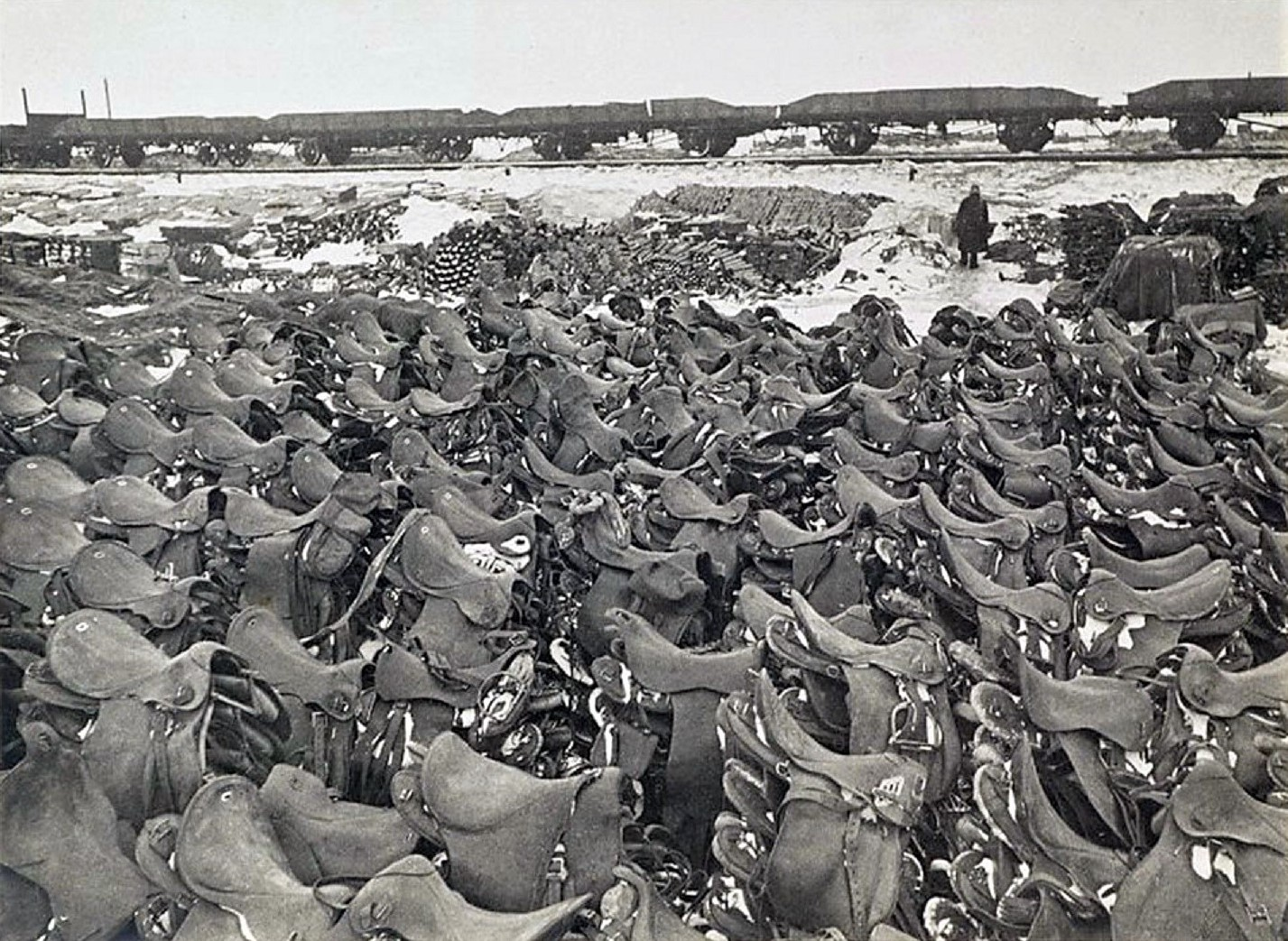
Vše, co zůstalo z rumunské kavalérie
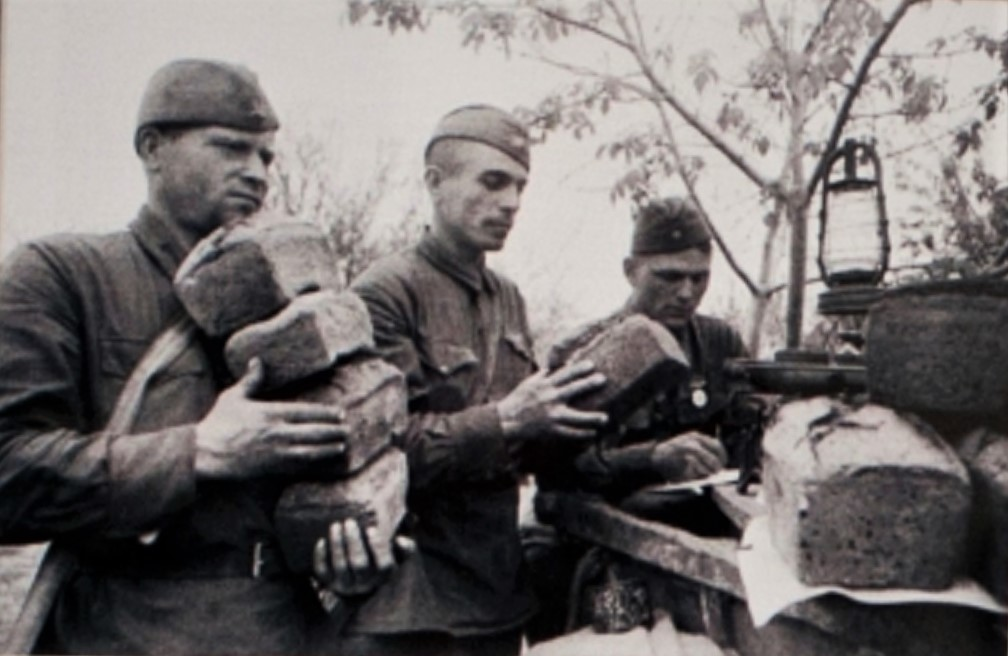
Vojáci nesou chléb
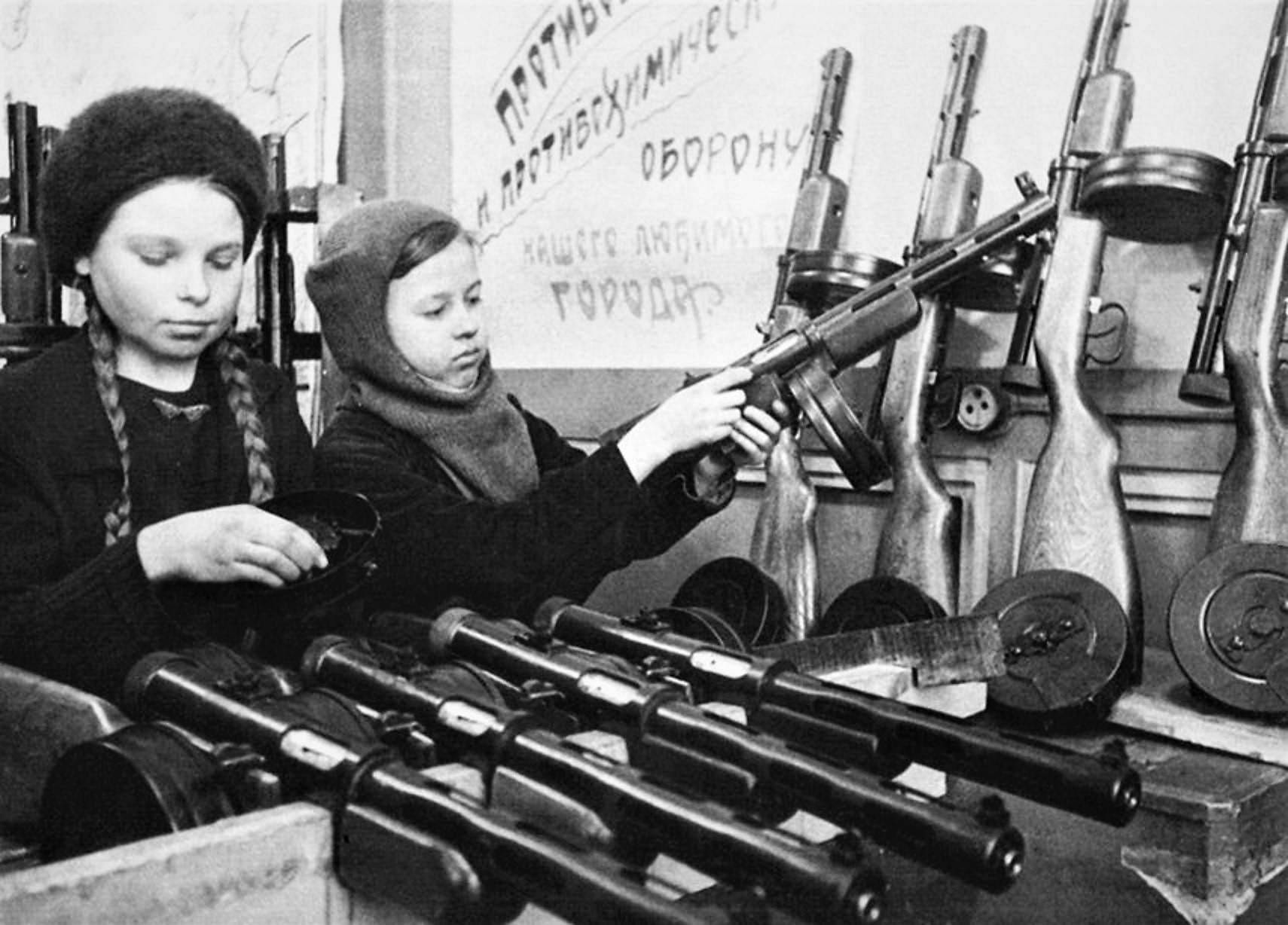
Leningradská blokáda, děvčata
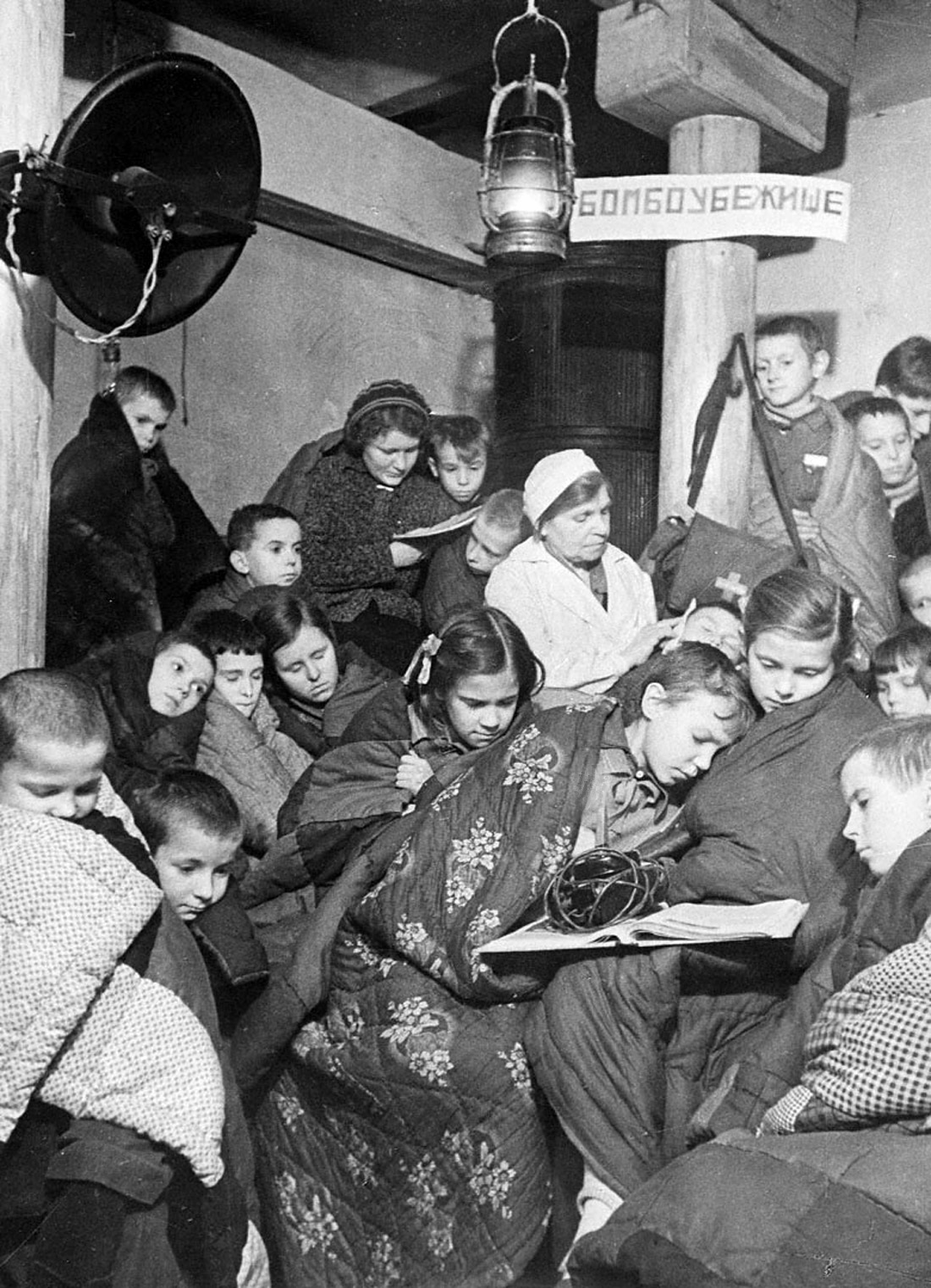
Leningradské děti v úkrytu
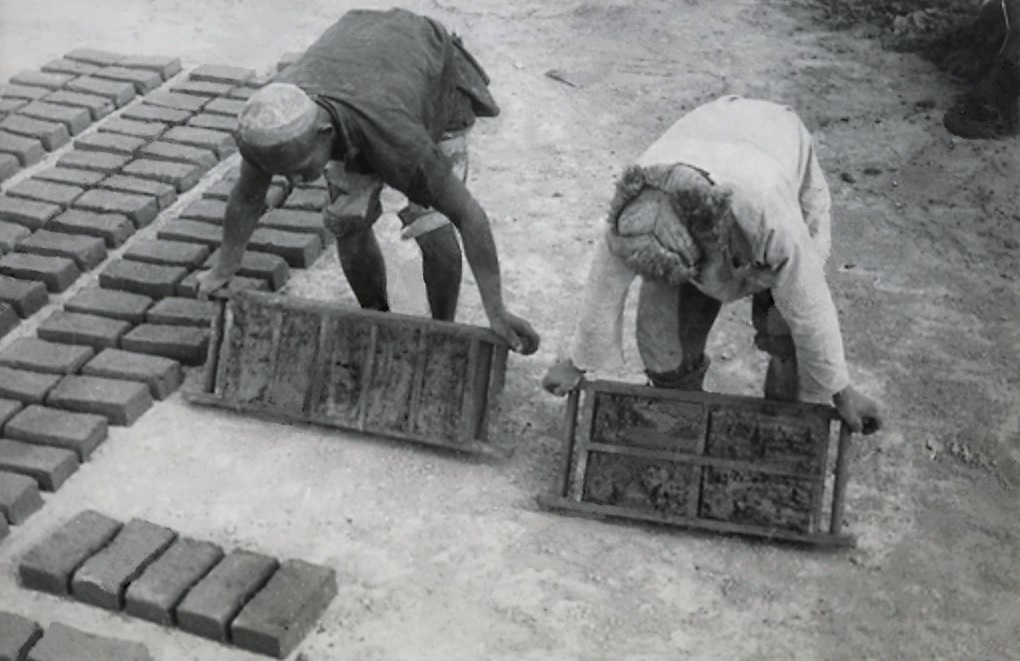
Turkmenistán
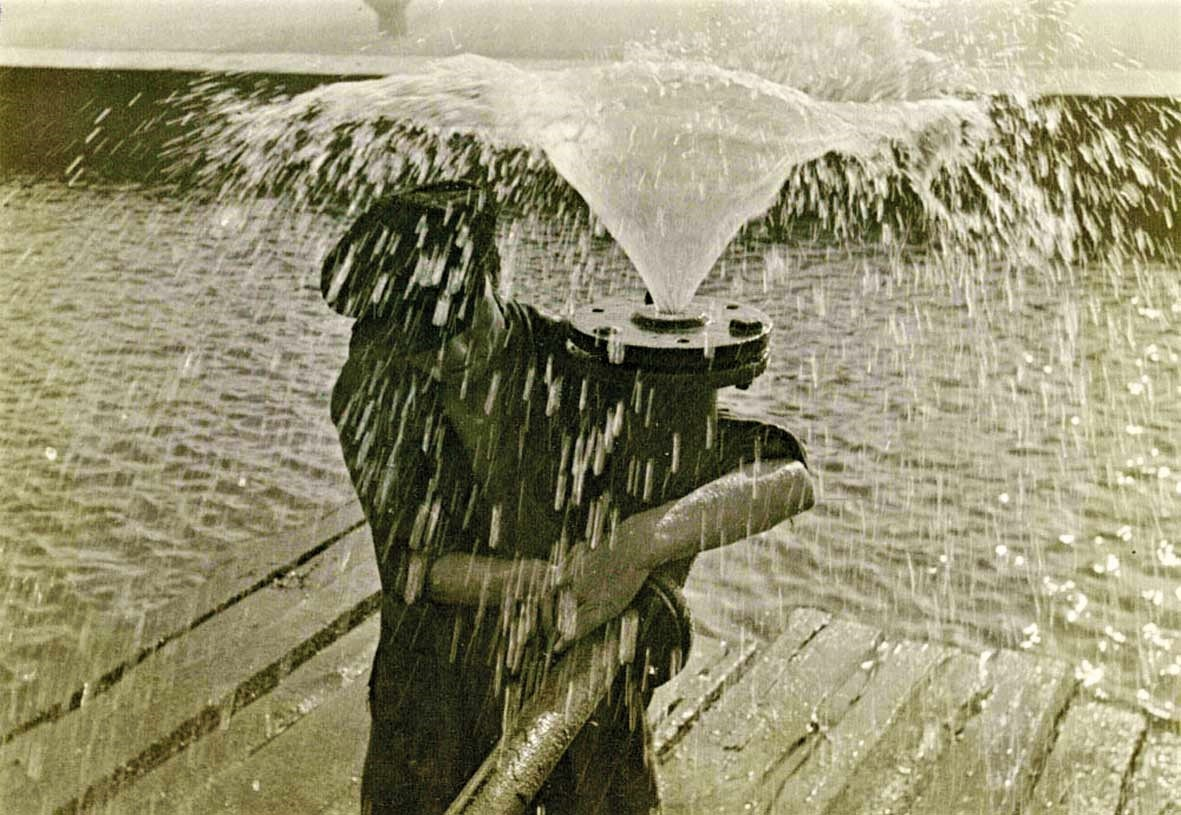
Industrializace SSSR
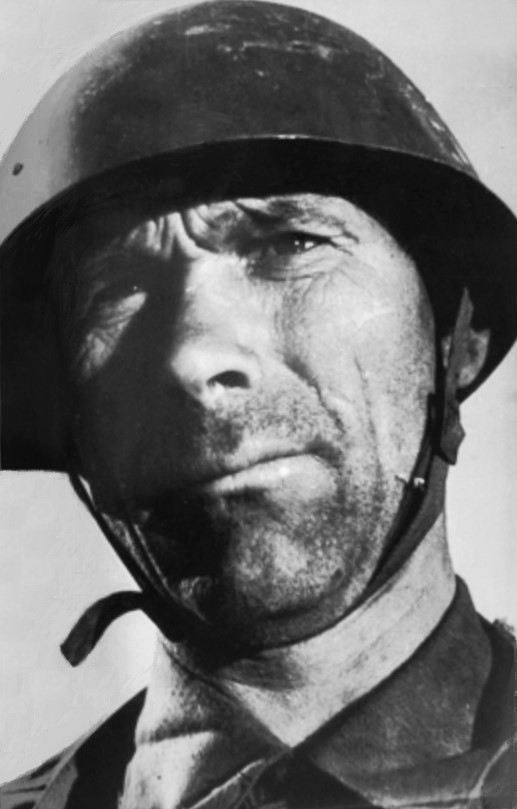
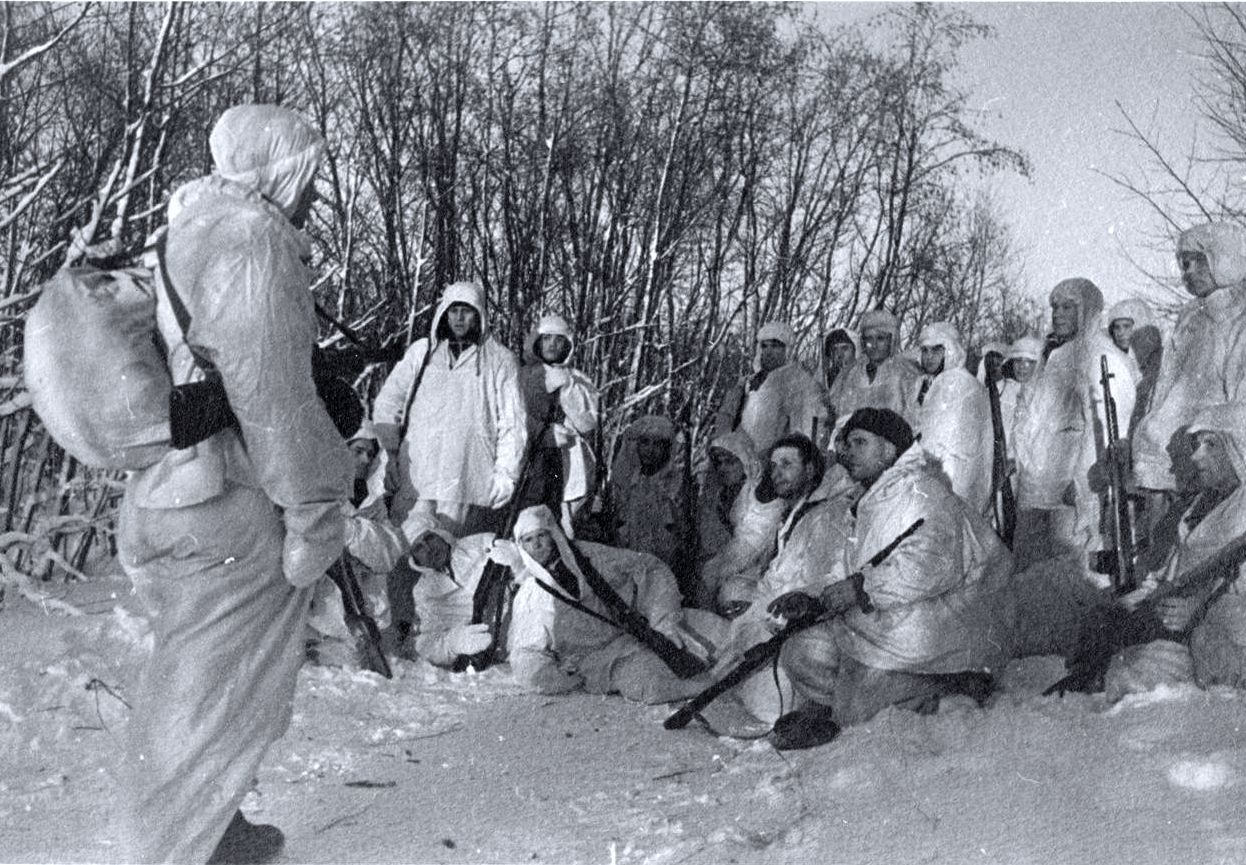
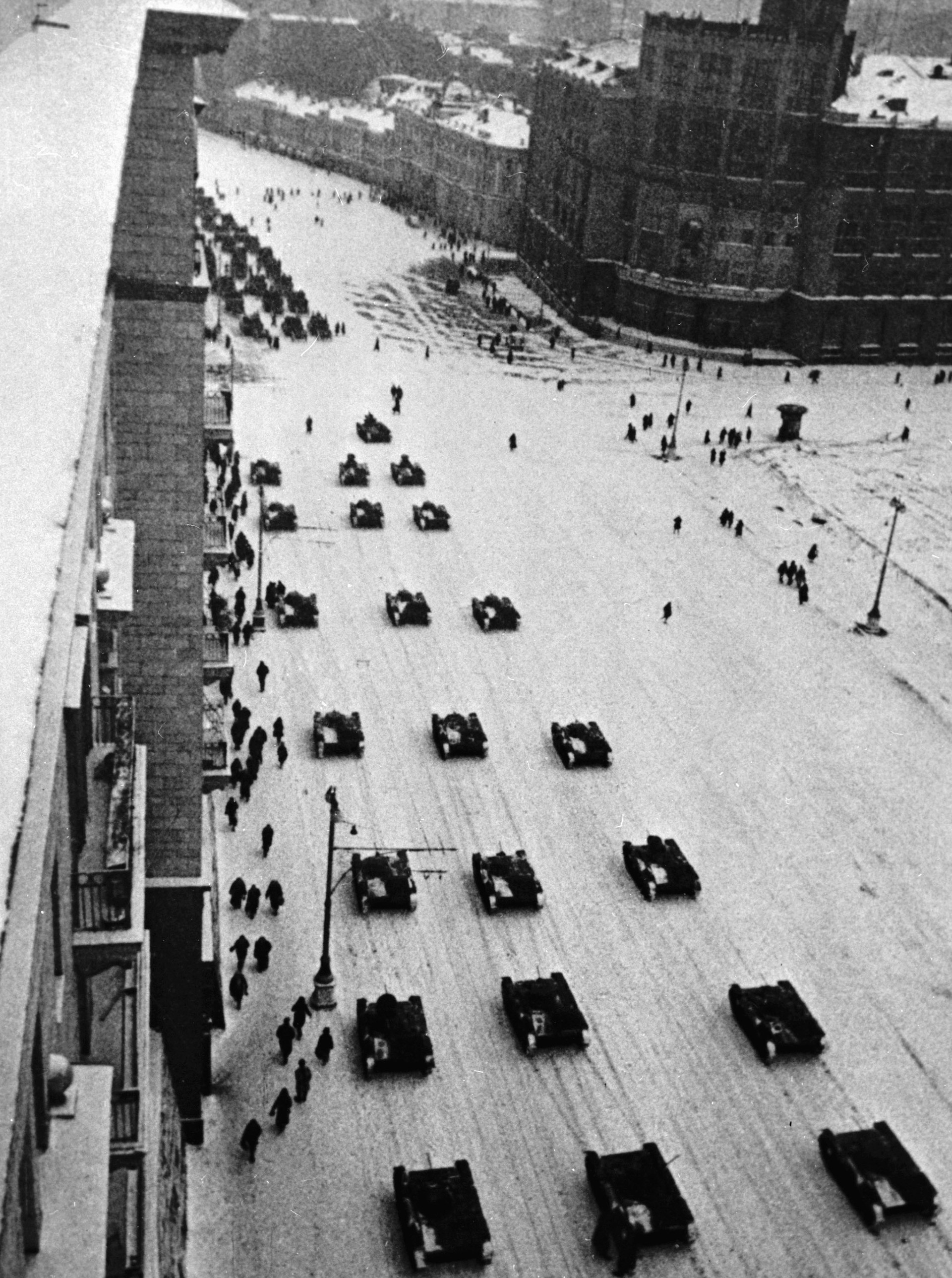
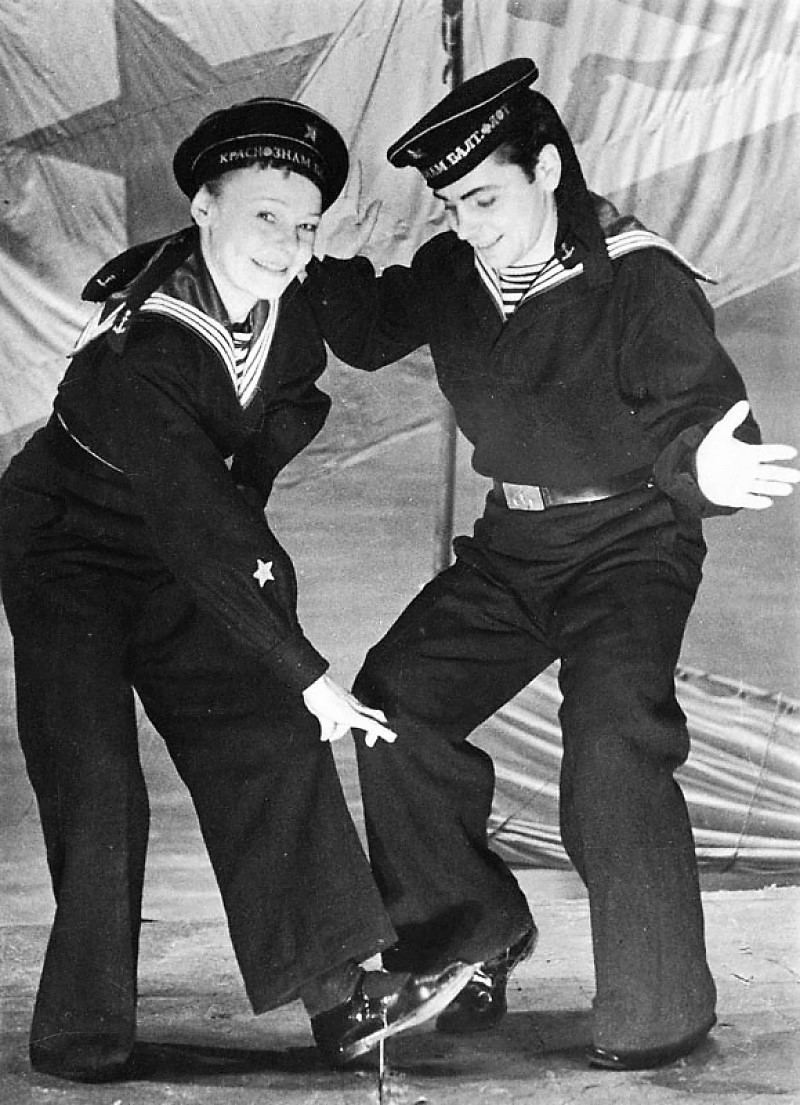
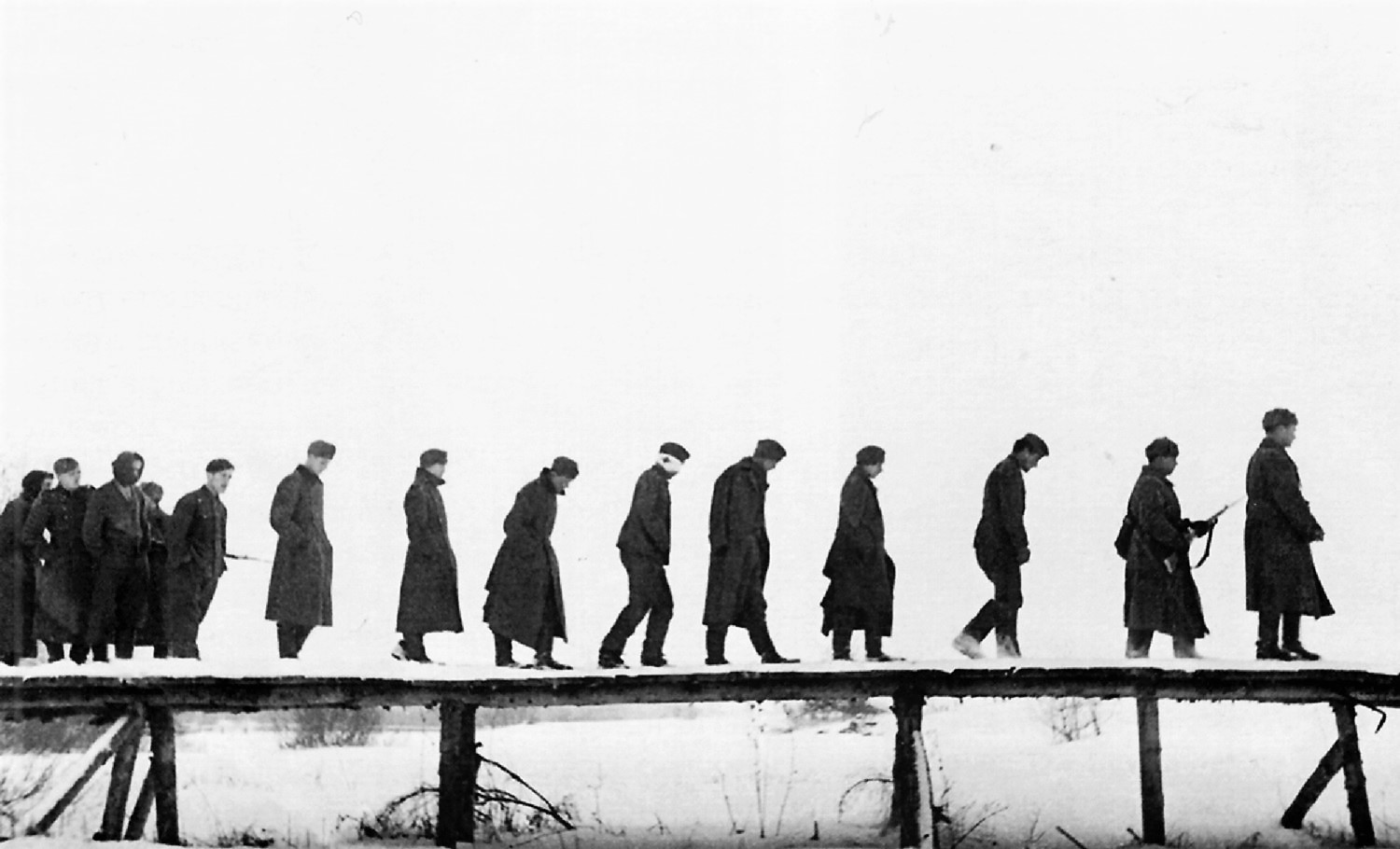
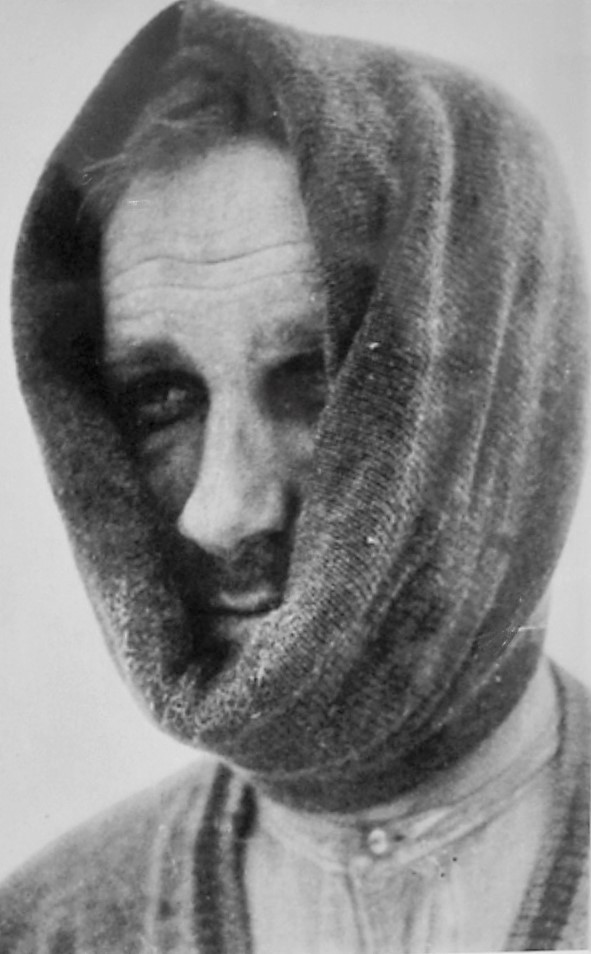